# Duncan Free
Duncan Free, avstralski veslač, * 25. maj 1973, Hobart, Tasmanija.
Free je bil član avstralskega dvojnega četverca vse do leta 2004, nato pa je eno leto prenehal s tekmovanji in se preusmeril v disciplino dvojca brez krmarja, kjer je nato na Poletnih olimpijskih igrah 2008 v Pekingu skupaj s soveslačem Drewom Ginnom osvojil zlato medaljo. Skupaj sta osvojila tudi Svetovni prvenstvi v veslanju 2006 in 2007.